# Kimberlé Williams Crenshaw
Kimberlé Williams Crenshaw (nascida em 1959) é uma defensora dos direitos civis norte-americana. É uma das principais estudiosas da teoria crítica da raça. Ela é professora em tempo integral na Faculdade de Direito da UCLA e na Columbia Law School, onde se especializa em questões de raça e gênero. Crenshaw é também fundadora do Centro de Interseccionalidade e Estudos de Política Social da Columbia Law School (CISPS) e do Fórum de Política Afro-Americano (AAPF), bem como do presidente do Centro de Justiça Interseccional (CIJ), com sede em Berlim.
Crenshaw é conhecida pela introdução e desenvolvimento da teoria interseccional, o estudo de como identidades sociais sobrepostas ou interseccionadas, particularmente identidades minoritárias, se relacionam com sistemas e estruturas de opressão, dominação ou discriminação. Sua bolsa de estudos também foi essencial no desenvolvimento do feminismo interseccional como subcategoria da teoria interseccional: examina os sistemas sobrepostos de opressão e discriminação aos quais as mulheres estão sujeitas devido a sua etnia, sexualidade e histórico econômico.

## Anos iniciais e educação
Nascida em Canton, Ohio, em 1959, filha de Marian e Walter Clarence Crenshaw Jr., ela frequentou a Canton McKinley High School.  Graduou-se como bacharel em estudos governamentais e africanos pela Universidade Cornell em 1981, onde foi membro da sociedade Quill and Dagger.. Recebeu o  título de Juris Doctor pela Harvard Law School em 1984 3no ano seguinte, um LL.M. da Faculdade de Direito da Universidade de Wisconsin, onde era bolsista William H. Hastie e funcionária da juíza Shirley Abrahamson, da Suprema Corte de Wisconsin.

## Carreira
Após a conclusão de seu LL.M, Crenshaw se juntou ao corpo docente da Faculdade de Direito da UCLA em 1986. É uma das fundadoras do campo da teoria crítica da raça, e professora de direitos civis, estudos raciais críticos e direito constitucional.  Na UCLA atualmente ensina quatro aulas sem requisitos; seus cursos são: Teoria da Raça Crítica Avançada, Direitos Civis, e Perspectivas Interseccionais sobre Raça, Gênero e Criminalização de Mulheres e Meninas. Em 1991 e 1994, ela foi eleita professora do ano pelos alunos ingressantes  Em 1995, Crenshaw foi nomeada professora titular da Columbia Law School, onde é fundadora e diretora do Centro de Estudos de Interseccionalidade e Política Social, criado em 2011..Na Columbia, os cursos de Kimberlé W. Crenshaw incluem um workshop de interseccionalidades e um workshop de interseccionalidade centrado em torno dos direitos civis.
Em 1996, ela co-fundou e é diretora executiva do think tank sem fins lucrativos e centro de informações, African American Policy Forum, que se concentra em questões de gênero e diversidade. Sua missão é construir pontes entre a pesquisa acadêmica e o discurso público na abordagem da desigualdade e da discriminação. Crenshaw foi premiada com a cátedra Fulbright  para a América Latina no Brasil e, em 2008, recebeu uma bolsa de residente no Centro de Estudos Comportamentais Avançados de Stanford.
Em 1991, ela ajudou a equipe jurídica que representou Anita Hill nas audiências de confirmação do juiz da Suprema Corte Clarence Thomas pelo Senado dos EUA .
Em 2001, escreveu o documento de antecedentes sobre discriminação racial e de gênero na Conferência Mundial das Nações Unidas sobre Racismo, ajudou a facilitar o acréscimo de gênero na Declaração dessa Conferência e serviu como membro do Comitê Nacional de Pesquisa sobre Violência contra a Mulher da National Science Foundation e o painel do Conselho Nacional de Pesquisa sobre Pesquisas sobre Violência contra a Mulher. Crenshaw era membro do Grupo de Estratégia Doméstica do Aspen Institute de 1992 a 1995, da Women's Media Initiative, e é comentarista frequente do programa da rádio pública NPR,  The Tavis Smiley Show.

## Prémios e distinções
- 1985: William H. Hastie Fellow.
- 1991: Professor of the Year, UCLA School of Law.
- 1994: Professor of the Year, UCLA School of Law.
- 2007; Fulbright Chair for Latin America in Brazil[9].
- 2008: recipient of Alphonse Fletcher Fellowship[19].
- 2008: fellow, Center for Advanced Behavioral Studies in the Social Sciences, Stanford University[19].
- 2015: No. 1 Most Inspiring Feminist, Ms. Magazine[9].
- 2015: "Power 100" Ebony Magazine[20].
- 2016: Outstanding Scholar Award, Fellows of the American Bar Foundation[13].
- 2017: Gittler Prize[21].

## Publicações
Ela publicou trabalhos sobre direitos civis, teoria legal feminista negra e raça, racismo e direito.

### Livros
- Critical Race theory: The Key Writings That Formed the Movement, 1 de maio de 1996.[22]
- Words that Wound: Critical Race Theory, Assaultive Speech and the First Amendment
- The Race Track:Understanding and Challenging Structural Racism, 30 de julho de 2013
- Reaffirming Racism:The faulty logic of Colorblindness, Remedy and Diversity, 2013
- Black Girls Matter: Pushed Out, Over Policed and Under Protected. 2016.[23]
- Mapping the Margins: Intersectionality, Identity Politics and Violence against Women of Color.[24]
- On Intersectionality: Essential Writings of Kimberlé Crenshaw.[25]